# Női kosárlabdatorna a 2013. évi nyári európai ifjúsági olimpiai fesztiválon
A 2013. évi nyári európai ifjúsági olimpiai fesztiválon a női kosárlabda mérkőzéseket július 15. és július 19. között rendezték Utrechtben.

## Érmesek
| A 2013. évi nyári európai ifjúsági olimpiai fesztivál érmesei női kosárlabdában | A 2013. évi nyári európai ifjúsági olimpiai fesztivál érmesei női kosárlabdában | A 2013. évi nyári európai ifjúsági olimpiai fesztivál érmesei női kosárlabdában | A 2013. évi nyári európai ifjúsági olimpiai fesztivál érmesei női kosárlabdában |
| --- | --- | --- | ------------------------------------------------------------------------------- |
| Arany | Ezüst | Bronz |                                                                                 |
| Csehország · Karolina Maleckova · Lenka Soukalova · Lucie Hoskova · Katerina Rokosova · Karolina Fadrhonsova · Michaela Matuskova · Dominika Paclikova · Michaela Gaislerova · Tereza Sipova · Petra Holesinska · Julia Reisingerova · Michaela Krejzova | Franciaország · Camille Laurence Lenglet · Alexia Nina Marion Chartereau · Dorby Francesca · Marie-Rachel Yvette Bienvenu Margot · Pierre Nicole Mantelin Chloé · Alix Duchet · Lucette Berkani Lisa Djamila · Maïlys Bankole Ornella · Ana Tadic · Manon Boehrer · Alexandrine Betsy Obouh Fegue · Aida Sarah Sow | Magyarország · Dubei Debóra Franciska · Böröndy Dominika · Nagy Dorottya Zsaklin · Bakó Patrícia · Weninger Virág · Aho Nina Daniella · Tóth Tímea · Bach Boglárka · Kuttor Enikő · Studer Ágnes · Kiss Virág Csilla · Solymosi Noémi |                                                                                 |

## Csoportkör

### A csoport
| Csapat        | M | Gy | V | P+  | P–  | Pk  | P |
| ------------- | - | -- | - | --- | --- | --- | - |
| Magyarország  | 3 | 3  | 0 | 222 | 176 | +46 | 6 |
| Franciaország | 3 | 2  | 1 | 191 | 176 | +15 | 5 |
| Olaszország   | 3 | 1  | 2 | 177 | 183 | -6  | 4 |
| Belgium       | 3 | 0  | 3 | 150 | 205 | -55 | 3 |

| július 15. 12:30 | Olaszország                             | 60–68 | Magyarország    | Utrecht, Olympos Hal2 |
| július 15. 12:30 | (17-21, 17-16, 8-17, 18-14) Jegyzőkönyv |       |                 | Utrecht, Olympos Hal2 |
| július 15. 12:30 | Mariella Santucci 18                    | Pont  | Kuttor Enikő 21 | Utrecht, Olympos Hal2 |

| július 15. | Franciaország                   | 66–44 | Belgium | Utrecht |
| július 15. | (17-15, 14-12, 20-12, 15-5)     |       |         | Utrecht |
| július 15. | Lucette Berkani Lisa Djamila 16 | Pont  |         | Utrecht |

| július 16. | Belgium | 52–67 | Olaszország | Utrecht |
| július 16. |         |       |             | Utrecht |

| július 16. 15:00 | Magyarország                             | 82–62 | Franciaország             | Utrecht, Olympos Hal2 |
| július 16. 15:00 | (15-16, 20-13, 22-19, 25-14) Jegyzőkönyv |       |                           | Utrecht, Olympos Hal2 |
| július 16. 15:00 | Weninger Virág 14                        | Pont  | Maïlys Bankole Ornella 14 | Utrecht, Olympos Hal2 |

| július 17. | Olaszország                     | 50–63 | Franciaország | Utrecht |
| július 17. | (12-18, 14-11, 16-18, 8-16)     |       |               | Utrecht |
| július 17. | Lucette Berkani Lisa Djamila 14 | Pont  |               | Utrecht |

| július 17. 15:00 | Belgium                                  | 54–72 | Magyarország      | Utrecht, Olympos Hal2 |
| július 17. 15:00 | (15-21, 10-14, 14-18, 15-19) Jegyzőkönyv |       |                   | Utrecht, Olympos Hal2 |
| július 17. 15:00 | Marie Cole 11                            | Pont  | Weninger Virág 16 | Utrecht, Olympos Hal2 |

### B csoport
| Csapat      | M | Gy | V | P+  | P–  | Pk  | P |
| ----------- | - | -- | - | --- | --- | --- | - |
| Oroszország | 3 | 3  | 0 | 185 | 127 | +58 | 6 |
| Csehország  | 3 | 2  | 1 | 198 | 174 | +24 | 5 |
| Hollandia   | 3 | 1  | 2 | 160 | 194 | -34 | 4 |
| Szlovákia   | 3 | 0  | 3 | 155 | 203 | -48 | 3 |

| július 15. | Szlovákia | 58–72 | Hollandia | Utrecht |
| július 15. |           |       |           | Utrecht |

| július 15. | Oroszország | 60–56 | Csehország | Utrecht |
| július 15. |             |       |            | Utrecht |

| július 16. | Hollandia | 25–59 | Oroszország | Utrecht |
| július 16. |           |       |             | Utrecht |

| július 16. | Csehország | 65–51 | Szlovákia | Utrecht |
| július 16. |            |       |           | Utrecht |

| július 17. | Hollandia | 63–77 | Csehország | Utrecht |
| július 17. |           |       |            | Utrecht |

| július 17. | Oroszország | 66–46 | Szlovákia | Utrecht |
| július 17. |             |       |           | Utrecht |

## Az 5–8. helyért
| július 18. | Olaszország                             | 58–57 | Szlovákia          | Utrecht |
| július 18. | (10-15, 21-12, 9-16, 18-14) Jegyzőkönyv |       |                    | Utrecht |
| július 18. | Francesca Pan 18                        | Pont  | Lucia Striešová 16 | Utrecht |

| július 18. | Belgium                                 | 39–48 | Hollandia      | Utrecht |
| július 18. | (6-15, 11-10, 11-11, 11-12) Jegyzőkönyv |       |                | Utrecht |
| július 18. | Laura Henket 7                          | Pont  | Janis Ndiba 13 | Utrecht |

### A 7. helyért
| július 19. | Szlovákia                               | 64–46 | Belgium         | Utrecht |
| július 19. | (21-10, 17-14, 14-15, 12-7) Jegyzőkönyv |       |                 | Utrecht |
| július 19. | Veronika Remenárová 15                  | Pont  | Laura Henket 11 | Utrecht |

### Az 5. helyért
| július 19. | Olaszország                             | 55–45 | Hollandia        | Utrecht |
| július 19. | (10-11, 10-11, 20-16, 15-7) Jegyzőkönyv |       |                  | Utrecht |
| július 19. | Francesca Pan 19                        | Pont  | Asa Kantebeen 13 | Utrecht |

## Elődöntők
| július 18. 18:00 | Magyarország                                  | 57–68 | Csehország          | Utrecht, Olympos Hal2 |
| július 18. 18:00 | (12-19, 9-16, 13-19, 23-14) Jegyzőkönyv       |       |                     | Utrecht, Olympos Hal2 |
| július 18. 18:00 | Dubei Debóra Franciska 12 Böröndy Dominika 12 | Pont  | Petra Holesinska 16 | Utrecht, Olympos Hal2 |

| július 18. | Franciaország                                  | 73–70 | Oroszország         | Utrecht |
| július 18. | (9-19, 14-10, 16-18, 21-13, 13-10) Jegyzőkönyv |       |                     | Utrecht |
| július 18. | Lucette Berkani Lisa Djamila 16                | Pont  | Evgenia Frolkina 17 | Utrecht |

## Bronzmérkőzés
| július 19. 11:00 | Magyarország                             | 80–61 | Oroszország     | Utrecht, Olympos |
| július 19. 11:00 | (14-10, 19-17, 22-17, 25-17) Jegyzőkönyv |       |                 | Utrecht, Olympos |
| július 19. 11:00 | Weninger Virág 16 Kiss Virág Csilla 16   | Pont  | Raisa Musina 16 | Utrecht, Olympos |

## Döntő
| július 19. | Csehország                                | 67–61 | Franciaország             | Utrecht |
| július 19. | (20-10, 12-10, 16-24, 19-17) Jegyzőkönyv  |       |                           | Utrecht |
| július 19. | Michaela Matuskova 14 Petra Holesinska 14 | Pont  | Maïlys Bankole Ornella 15 | Utrecht |

## Végeredmény
| Helyezés | Csapat        | M | Gy | V | P+  | P–  | Pk  | P |  |
| -------- | ------------- | - | -- | - | --- | --- | --- | - |  |
| Arany    | Csehország    | 5 | 4  | 1 | 333 | 292 | +41 | 9 |  |
| Ezüst    | Franciaország | 5 | 3  | 2 | 325 | 313 | +12 | 8 |  |
| Bronz    | Magyarország  | 5 | 4  | 1 | 359 | 305 | +54 | 9 |  |
| 4.       | Oroszország   | 5 | 3  | 2 | 316 | 280 | +36 | 8 |  |
|          |               |   |    |   |     |     |     |   |  |
| 5.       | Olaszország   | 5 | 3  | 2 | 290 | 285 | +5  | 8 |  |
| 6.       | Hollandia     | 5 | 2  | 3 | 253 | 288 | -35 | 7 |  |
| 7.       | Szlovákia     | 5 | 1  | 4 | 276 | 307 | -31 | 6 |  |
| 8.       | Belgium       | 5 | 0  | 5 | 235 | 290 | -55 | 5 |  |